# Flamboyantstil

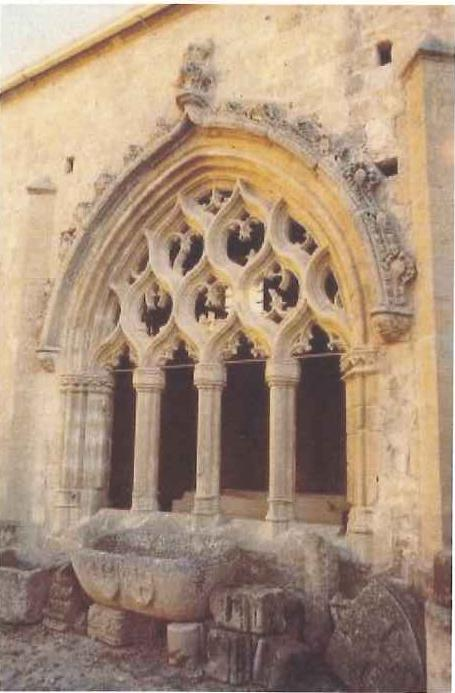
Flamboyant fönster på byggnad i Nicosia.

Flamboyantstil, av franskans flamboyant (flammande), eller fiskblåsestil. Stil som förekommer i sengotisk arkitektur. Den är uppkallad efter fönstrens s-kurviga spröjsverk, vars figurer liknar flammor eller fiskblåsor.